# Новая Роспашь 2-я
Новая Роспашь 2-я — деревня в Красноборском районе Архангельской области. Входит в состав Телеговского сельского поселения.

## География
Находится в юго-восточной части Архангельской области на расстоянии приблизительно 11 км на восток-юго-восток по прямой от административного центра района Красноборск на левом берегу реки Северная Двина.

## История
В 1859 году здесь (деревня Великоустюжского уезда Вологодской губернии) было учтено 6 дворов.

## Население
Численность населения: 59 человек (1859 год), 27 (русские 100 %) в 2002 году, 24 в 2010.